# Pucacolpa (distrito)
Pucacolpa é um distrito do peru, departamento de Ayacucho, localizada na província de Huanta.

## Transporte
O distrito de Pucacolpa é servido pela seguinte rodovia:
- AY-100, que liga a cidade de Canayre ao distrito de Luricocha[1][2][3]